# إيمون هاميلتون
إيمون هاميلتون هو كاتب أغاني وموسيقي كندي، ولد في 1974 في Stewart, British Columbia ‏ في كندا.

## وصلات خارجية
- إيمون هاميلتون على موقع ميوزك برينز (الإنجليزية)
- إيمون هاميلتون على موقع ديسكوغز (الإنجليزية)